# Danimarca ai Giochi della XVII Olimpiade
La Danimarca partecipò ai Giochi della XVII Olimpiade che si sono svolti a Roma dal 25 agosto all'11 settembre 1960, con una delegazione di 100 atleti impegnati in quindici discipline per un totale di 46 competizioni. Portabandiera alla cerimonia di apertura fu Benny Schmidt, che gareggiò nel Pentathlon moderno.
La squadra danese conquistò sei medaglie: due d'oro, tre d'argento e una di bronzo. Gli atleti danesi ottennero ottimi risultati nella vela, disciplina in cui conclusero al primo posto nel medagliere con un oro e due argenti. L'altro titolo olimpico fu conquistato nel kayak. Va segnalato il secondo posto ottenuto nel torneo di calcio, in cui si mise particolarmente in luce il giovanissimo centravanti Harald Nielsen, autore di 6 reti.

## Medagliere

### Per discipline
| Sport       | Oro | Argento | Bronzo | Totale |
| ----------- | --- | ------- | ------ | ------ |
| Vela        | 1   | 2       | 0      | 3      |
| Canoa/kayak | 1   | 0       | 1      | 2      |
| Calcio      | 0   | 1       | 0      | 1      |
| Totale      | 2   | 3       | 1      | 6      |

### Medaglie
| Medaglia | Atleta                                                       | Sport       | Evento                  |
| -------- | ------------------------------------------------------------ | ----------- | ----------------------- |
| Oro      | Erik Hansen                                                  | Canoa/kayak | K1 1000 metri maschile  |
| Oro      | Paul Elvstrøm                                                | Vela        | Finn                    |
| Argento  | Danimarca                                                    | Calcio      | Torneo maschile         |
| Argento  | Hans Fogh Ole Gunnar Petersen                                | Vela        | Flying Dutchman         |
| Argento  | William Berntsen Steen Christensen Søren Hancke              | Vela        | 5,5 metri               |
| Bronzo   | Erik Hansen Helmuth Nyborg Sørensen Arne Høyer Erling Jessen | Canoa/kayak | K1 4x500 metri maschile |

## Risultati

### Calcio
| Atleta | Classifica |                      |
| --- | --- | -------------------- |
| V · D · M Nazionale olimpica danese · Calcio ai Giochi Olimpici Estivi 1960 P From · P Gaardhøje · P Sterobo · D Andersen · D B. Hansen · D Helbrandt · D Jensen · D Larsen · C Krog · C F. Nielsen · C H. C. Nielsen · A Danielsen · A Enoksen · A J. Hansen · A Mejer · A H. Nielsen · A Pedersen · A Sørensen · A Troelsen · CT : Sørensen | Argento |                      |
| Nazionale olimpica danese · Calcio ai Giochi Olimpici Estivi 1960 | |                      |
| P From · P Gaardhøje · P Sterobo · D Andersen · D B. Hansen · D Helbrandt · D Jensen · D Larsen · C Krog · C F. Nielsen · C H. C. Nielsen · A Danielsen · A Enoksen · A J. Hansen · A Mejer · A H. Nielsen · A Pedersen · A Sørensen · A Troelsen · CT: Sørensen                                                                              | P From · P Gaardhøje · P Sterobo · D Andersen · D B. Hansen · D Helbrandt · D Jensen · D Larsen · C Krog · C F. Nielsen · C H. C. Nielsen · A Danielsen · A Enoksen · A J. Hansen · A Mejer · A H. Nielsen · A Pedersen · A Sørensen · A Troelsen · CT: Sørensen | Danimarca (bandiera) |